# Gratton Dalton
 (février 2025).
La mise en forme du texte ne suit pas les recommandations de Wikipédia : il faut le « wikifier ».
Les points d'amélioration suivants sont les cas les plus fréquents :
- Les titres sont pré-formatés par le logiciel. Ils ne sont ni en capitales, ni en gras.
- Le texte ne doit pas être écrit en capitales (les noms de famille non plus), ni en gras, ni en italique, ni en « petit »…
- Le gras n'est utilisé que pour surligner le titre de l'article dans l'introduction, une seule fois.
- L'italique est rarement utilisé : mots en langue étrangère, titres d'œuvres, noms de bateaux, etc.
- Les citations ne sont pas en italique mais en corps de texte normal. Elles sont entourées par des guillemets français : « et ».
- Les listes à puces sont à éviter, des paragraphes rédigés étant largement préférés. Les tableaux sont à réserver à la présentation de données structurées (résultats, etc.).
- Les appels de note de bas de page (petits chiffres en exposant, introduits par l'outil «  Source ») sont à placer entre la fin de phrase et le point final[comme ça].
- Les liens internes (vers d'autres articles de Wikipédia) sont à choisir avec parcimonie. Créez des liens vers des articles approfondissant le sujet. Les termes génériques sans rapport avec le sujet sont à éviter, ainsi que les répétitions de liens vers un même terme.
- Les liens externes sont à placer uniquement dans une section « Liens externes », à la fin de l'article. Ces liens sont à choisir avec parcimonie suivant les règles définies. Si un lien sert de source à l'article, son insertion dans le texte est à faire par les notes de bas de page.
- La présentation des références doit suivre les conventions bibliographiques. Il est recommandé d'utiliser les modèles {{Ouvrage}}, {{Chapitre}}, {{Article}}, {{Lien web}} et/ou {{Bibliographie}}. Le mode d'édition visuel peut mettre en forme automatiquement les références.
- Insérer une infobox (cadre d'informations à droite) n'est pas obligatoire pour parachever la mise en page.

Pour une aide détaillée, merci de consulter Aide:Wikification.
Si vous pensez que ces points ont été résolus, vous pouvez retirer ce bandeau et améliorer la mise en forme d'un autre article.
Pour les articles homonymes, voir Dalton.

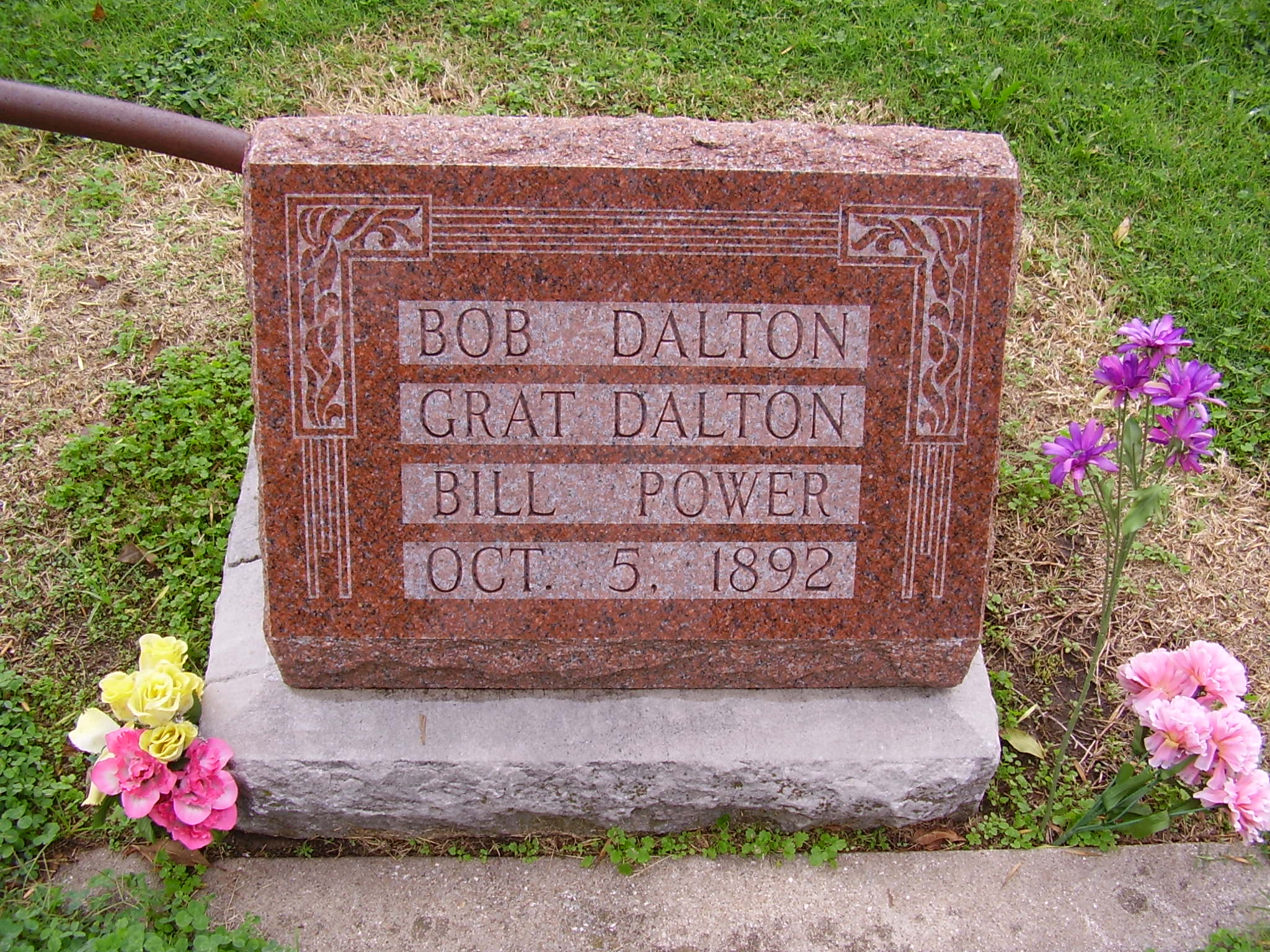
Tombe de Grat Dalton, de son frère Bob et de leur complice Bill Powers.

Gratton "Grat" Dalton, né le 30 mars 1861 à Lawrence et mort le 5 octobre 1892 à Coffeyville, est un bandit de la Conquête de l'Ouest. Il est membre du groupe criminel des Dalton.

## Biographie
Gratton Dalton naît le 30 mars 1861 à Lawrence au Kansas. Il est le frère entre autres de Frank Dalton, de William M. Dalton, de Bob Dalton et d'Emmett Dalton.

### Brève carrière en tant qu'homme de loi
En 1887, son frère aîné Frank est tué en traquant avec son adjoint trois contrebandiers de whisky près de la frontière de l’Arkansas. Il s'engage alors avec son frère en tant que ⁣⁣marshall⁣⁣, ⁣ même s'il s'était déjà forgé une réputation de bagarreur dans les saloons du coin. Ils n'ont pas le même sérieux que leur défunt frère. Bob engage bientôt Emmett sous ses ordres pour garder des prisonniers. Après que Bob a tué un homme dans l'exercice de ses fonctions, alors que, selon lui, il était en légitime défense. À partir de cet épisode, Bob a commencé à boire beaucoup et à devenir agité.
Bob Dalton a été chargé d'organiser une force de police dans la nation d'Osage, dans le territoire indien, et a emmené Emmett avec lui en tant qu'adjoint. Grat séjourne à Fort Smith. Emmett et Bob gardèrent bonne réputation dans la nation Osage jusqu'en juillet 1890, quand ils commencèrent à voler des chevaux. Finalement, les éleveurs s'organisent pour les capturer, forçant les Daltons à fuir. Se cachant dans les falaises de la rivière Canadian à environ soixante-dix miles au sud-ouest de Kingfisher, en Oklahoma, ils ont envoyé à Grat pour obtenir de l'aide.  
Grat essayait de leur procurer de la nourriture, des chevaux et des munitions, mais a été capturé et emprisonné à Fort Smith, où il avait travaillé. Après deux semaines, Grat est libéré, car les hommes de loi l'espéraient conduire vers ses frères. Bob et Emmett ont pris un train pour la Californie, et ont séjourné avec leur frère William "Bill" Dalton dans son ranch près de San Miguel, dans le comté de San Luis Obispo, en Californie.  

### Période criminelle
Grat retourne en Californie pour rencontrer Emmett et Bob au ranch de leur frère Bill en janvier 1891. Ils y ont travaillé pendant approximativement un mois en jouant au poker et en se bagarrant dans le comté de San Luis Obispo, dépensant la majeure partie de l'argent qu'ils avaient gagné. C'est à cette époque que Bob Dalton a commencé à faire des plans pour voler un train avec l'aide d'Emmett et Grat. Leurs frères Cole, Littleton et Bill tentent sans succès de les dissuader.
C’est en février 1891 que leur premier fait d’armes a lieu. Dans la nuit du 6 février, un train de la Southern Pacific est attaqué par deux hommes masqués ; sans doute Bob et Emmett, qui s’en vantèrent peu après… Si aucun argent n’est volé, le machiniste lui est tué, ce qui précipite les hommes du shérif local sur leurs traces.
Leurs cousins germains, les frères Younger, sont parmi les pires hors-la-loi de l'Ouest américain. Au nombre de quatre, ils forment avec Jesse James un clan qui multiplie les attaques de banques, de trains et de diligences. Et les Dalton veulent faire mieux que leurs cousins.
Ils ont une taupe, Miss Moore, la femme de Bob qui est maitresse d'école qui les informe des horaires de train. Au bout de quelques mois, les Dalton sont connus dans tout l'ouest. Les compagnies ferroviaires promettent une récompense de 40 000 dollars pour leur capture. Grat finit par être arrêté et emprisonné, mais il arrive à s'évader.

### Le double braquage raté de Coffeyville
Le 5 octobre 1892, les Dalton se rendent a Coffeyvillepour braquer la Condon & Company’s Bank et la First National Bank munie de fausse barbe, mais ils se font trahir par un indic. Gratton doit avec Bill Powers et Dick Broadwell attaqué la Condon Bank. Ils ont un indicateur, nommé Chapman. Mais Chapman les trahit. Dans la Condon Bank, Grat Dalton est trompé par un employé qui prétend que le coffre-fort n'ouvre que si une pendule est réglée sur une certaine heure. L'attaque se termine en fusillade. Sous un déluge de balles, 4 des 5 bandits sont tués. Seul son petit frère Emmett Dalton survit au carnage.

## Postérité
Les frères Dalton dont Grat Dalton (représenté comme le 2ème plus grand de la bande) apparaissent dans la bande dessinée Lucky Luke dans l'épisode Hors-la-loi, où ils trouvent tous la mort, sur un scénario de Morris. Regrettant la disparition de personnages aussi intéressants, le scénariste René Goscinny a ensuite l'idée de les faire réapparaître sous la forme de cousins fictifs, Joe, William, Jack et Averell.